# 祖国—民主联盟
祖国－民主联盟（Ekh Oron-Ardchilal）是蒙古国在2003年结成的政党联盟。

## 简介
2003年5月，民主党与蒙古民主新社会主义党（又称“祖国党”）结成“祖国－民主联盟”。2004年2月，公民意志－共和党（同年改称公民意志党）加入“祖国－民主联盟”。
“祖国－民主联盟”在2004年国家大呼拉尔选举中获得国家大呼拉尔34个席位。新政府由“祖国－民主联盟”与蒙古人民革命党协商组成，政府成员由双方以1比1的比例提名任命。
民主党主席门德赛汗·恩赫赛汗是“祖国－民主联盟”此次大选的总指挥。“祖国－民主联盟”中的三个政党由上一届国家大呼拉尔的4个议席增加到本届的34个议席。但是，恩赫赛汗在选前提名候选人的政策，尤其是缴纳最低保证金以及驱逐独立候选人等等，引发民主党部分人士不满。新政府成立以后，许多未分到职务的民主党人士也不满。
2004年12月18日，民主党举行协商委员会会议，免去门德赛汗·恩赫赛汗的民主党主席职务，拉德那苏木贝尔勒·贡其格道尔吉当选民主党主席。此次与会的124人中的121人均支持撤消恩赫赛汗的民主党主席职务。但是，恩赫赛汗不认为该会议合法，仍自认为民主党主席，准备在2005年1月底重新召集民主党协商委员会会议。
2004年12月26日，恩赫赛汗召集“祖国－民主联盟”领导委员会会议，民主党20多人和蒙古民主新社会主义党的近200人参加会议，74％的与会代表投票赞成解散该联盟。对此，民主党新主席贡其格道尔吉迅速指出，恩赫赛汗主持的“祖国－民主联盟”领导委员会会议违法，“祖国－民主联盟”未解散。包括公民意志党在内的“祖国－民主联盟”议员团也发表一份声明，反对解散“祖国－民主联盟”及该联盟的议员团。
2004年12月30日，国家大呼拉尔举行全体会议，听取了“祖国－民主联盟”中的蒙古民主新社会主义党主席巴达尔奇·额尔登巴特通报“祖国－民主联盟”领导委员会会议日前作出的解散联盟的决议。根据蒙古国家大呼拉尔法的规定，联盟党派向国家大呼拉尔全体会议通报撤销联盟的决定，便意味着该联盟议员团解散。但是，“祖国－民主联盟”中的民主党和公民意志党的大部分议员都对此反对，“祖国－民主联盟”议员团34人之中有31人签字声明表示“祖国－民主联盟”并未解散。经过辩论后，国家大呼拉尔主席那木巴尔·恩赫巴亚尔宣布，“祖国－民主联盟”议员团应按照法律规定随即解散。“祖国－民主联盟”领导委员会是否合法应当交由法院裁决，“祖国－民主联盟”议员团也可以通过法律程序再行恢复。
该联盟解散后，国家大呼拉尔的独立议员上升至37名。